# Gloria Saccani Jotti
Gloria Saccani Jotti é uma política italiana e professora de patologia clínica. Ela foi eleita deputada ao Parlamento da Itália nas eleições legislativas italianas de 2018 para a Legislatura XVIII.

## Carreira
Jotti nasceu em 24 de outubro de 1956 em Reggio Emilia. Ela é patologista anatómica e trabalhou como professora de patologia clínica na Universidade de Parma.
Ela foi eleita para o Parlamento Italiano nas eleições legislativas italianas de 2018, para representar o distrito da Lombardia 1 pela Forza Italia.